# Carl Petersen
Den här sidan handlar om den danske museimannen. För konstnären och författaren, se Carl Petersen (konstnär).
Carl Vilhelm Petersen, född 3 september 1868, död 17 juli 1938, var en dansk museiman.
Petersen blev 1923 direktör för Den Hirschsprungske Samling. Han utövade ett betydande författarskap som kritiker och konstanmälare i en mängd skandinaviska tidningar och tidskrifter och utgav bland annat en biografi över Niels Larsen Stevns (1917).